# V Юпитеров легион
V Юпитеров легион (лат. Legio V Iovia) — один из легионов поздней Римской империи.
Легион был основан в эпоху правления императора Диоклетиана, который дал ему свое прозвище Iovius. Подразделение было размещено в провинции Паннония Вторая. Части легиона дислоцировались в крепостях Бонония (современный город Видин, Северо-Западная Болгария) и Онагрин, обороняя подступы к стратегически важному городу Сирмий. По всей видимости, V Юпитеров легион имел статус лимитана.
Согласно Notitia Dignitatum, в начале V века V Юпитеров легион находился под командованием дукса Паннонии. Пять когорт, основная часть легиона, были размещены под руководством префекта в Бононии. Другой префект командовал подразделением легиона в крепости Бургены, в то время как в Онагрине третий префект командовал смешанной частью из солдат V Юпитерова и VI Геркулесова легиона.